# Sandal Castle
Sandal Castle ist eine Festungsruine in der Nähe der Stadt Wakefield in West Yorkshire, England. Historische wie auch literarische Bedeutung erlangte Sandal Castle durch die Schlacht von Wakefield, die Belagerung der Festung durch Oliver Cromwell sowie durch diverse dort spielende Szenen aus William Shakespeares Heinrich VI.

## Geschichte
Sandal Castle wurde vermutlich bereits im 12. Jahrhundert errichtet, auch wenn die erste Erwähnung erst auf 1240 datiert. Als Erbauer kommt William de Warenne, 2. Earl of Surrey in Frage, der bereits einige Festungen besaß. Sandal Castle blieb im Besitz der Familie Warenne bis zu ihrem Erlöschen mit dem Tod von John de Warenne, 7. Earl of Surrey 1347. Die Festung ging samt den weiteren familiären Besitztümern in Yorkshire auf die Krone über.

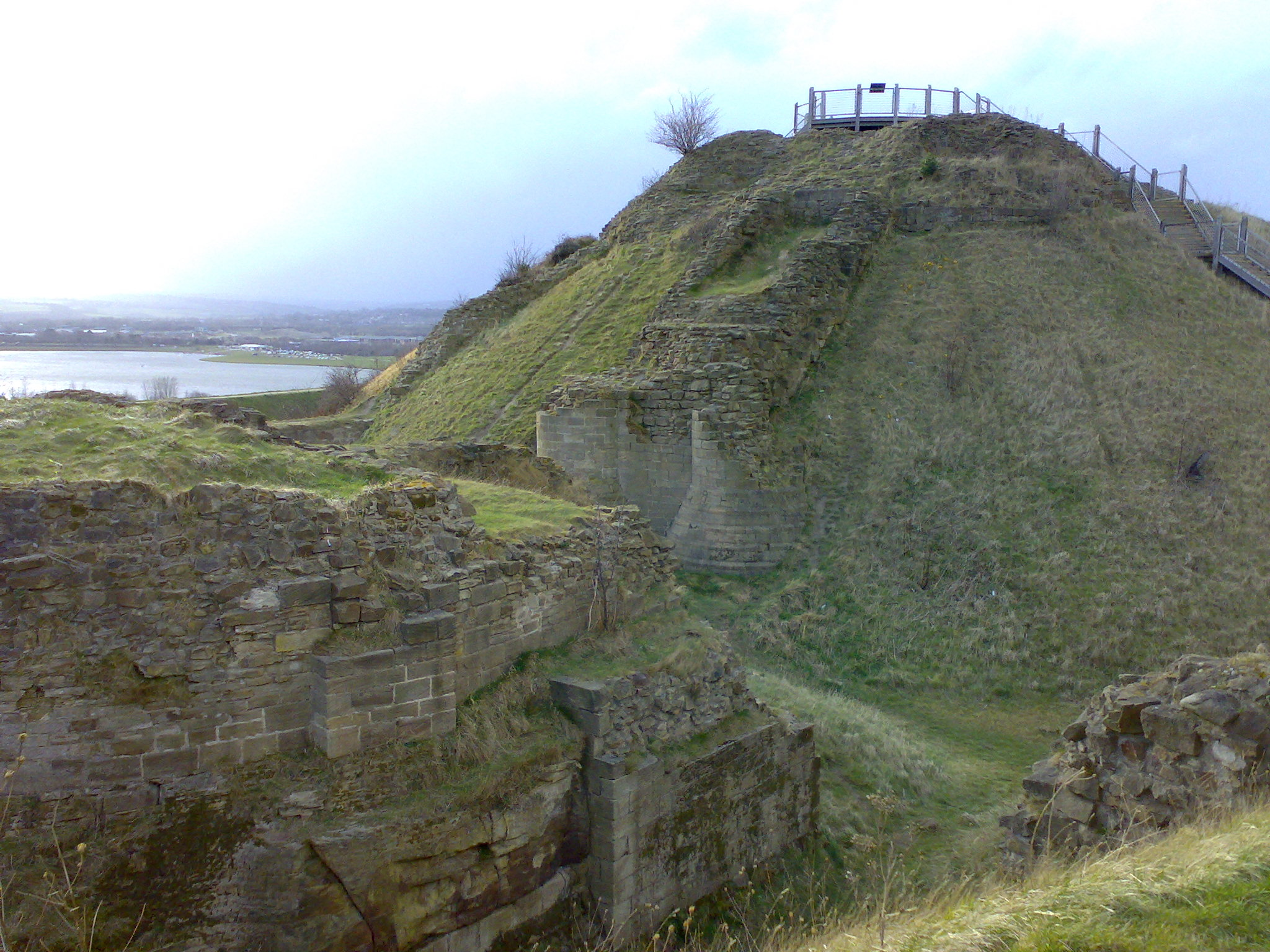
Sandal Castle

Eduard III. belehnte im gleichen Jahr seinen vierten überlebenden Sohn Edmund of Langley im Alter von sechs Jahren mit diesen Gütern. Auch nachdem Edmund 1385 durch seinen Neffen Richard II. zum Duke of York erhoben wurde, nutzte seine Familie Sandal Castle eher selten.
1460 meldete Edmunds Enkel Richard Plantagenet, 3. Duke of York, in den Rosenkriegen Ansprüche auf den Thron an und traf mit Heinrich VI. die Vereinbarung, dass er nach dem Tode des Königs den Titel erben würde. Da die Frau Heinrichs VI., Margarete von Anjou, die Enterbung ihres Sohnes Edward of Westminster nicht akzeptierte, führte dies im Herbst und Winter 1460 zu einer erneuten Kampagne, in deren Verlauf es am 30. Dezember 1460 zur Schlacht von Wakefield nahezu vor den Toren der Festung kam. Die Truppen der Yorks hatten das sichere Sandal Castle verlassen und wurden durch die überlegenen Einheiten Lancasters vernichtend geschlagen. Richard wie auch sein zweitältester Sohn Edmund, Earl of Rutland überlebten die Schlacht nicht.
Richard III., jüngster Sohn Yorks, baute Sandal Castle aus, doch kamen die Arbeiten nach dessen Tod 1485 in der Schlacht von Bosworth Field zum Erliegen. In der Folgezeit wurden eher moderate Renovierungsarbeiten durchgeführt.
Im Englischen Bürgerkrieg war Sandal Castle eine bedeutende Festung für die königliche Armee. 1645 kam es zu wenigstens drei Belagerungen durch die Parlamentstruppen und am 1. Oktober 1645 erfolgte die Übergabe. 1646 erging der Parlamentsbeschluss, die durch die militärischen Aktionen bereits schwer beschädigte Festung endgültig zu schleifen.

## Anlage
Sandal Castle ist heute wegen seiner landschaftlichen Lage ein beliebtes Ausflugsziel für Spaziergänger. Dieser Umstand führt jedoch zu ständigen Konflikten zwischen Denkmalschützern und Wanderern. Um die anhaltende Beschädigung der Ruine geringstmöglich zu halten, wurde 2003 ein hölzerner Gehweg über die Ruinen gelegt zur Verhinderung der anhaltenden Erosion.